# Mikasa (1902)
El Mikasa (三笠?) es un acorazado pre-dreadnought construido en los astilleros Vickers de Barrow-in-Furness bajo especificaciones japonesas y habilitado para el servicio en marzo de 1902. Actualmente es un buque museo y el único acorazado pre-dreadnought que se conserva.

## Historia

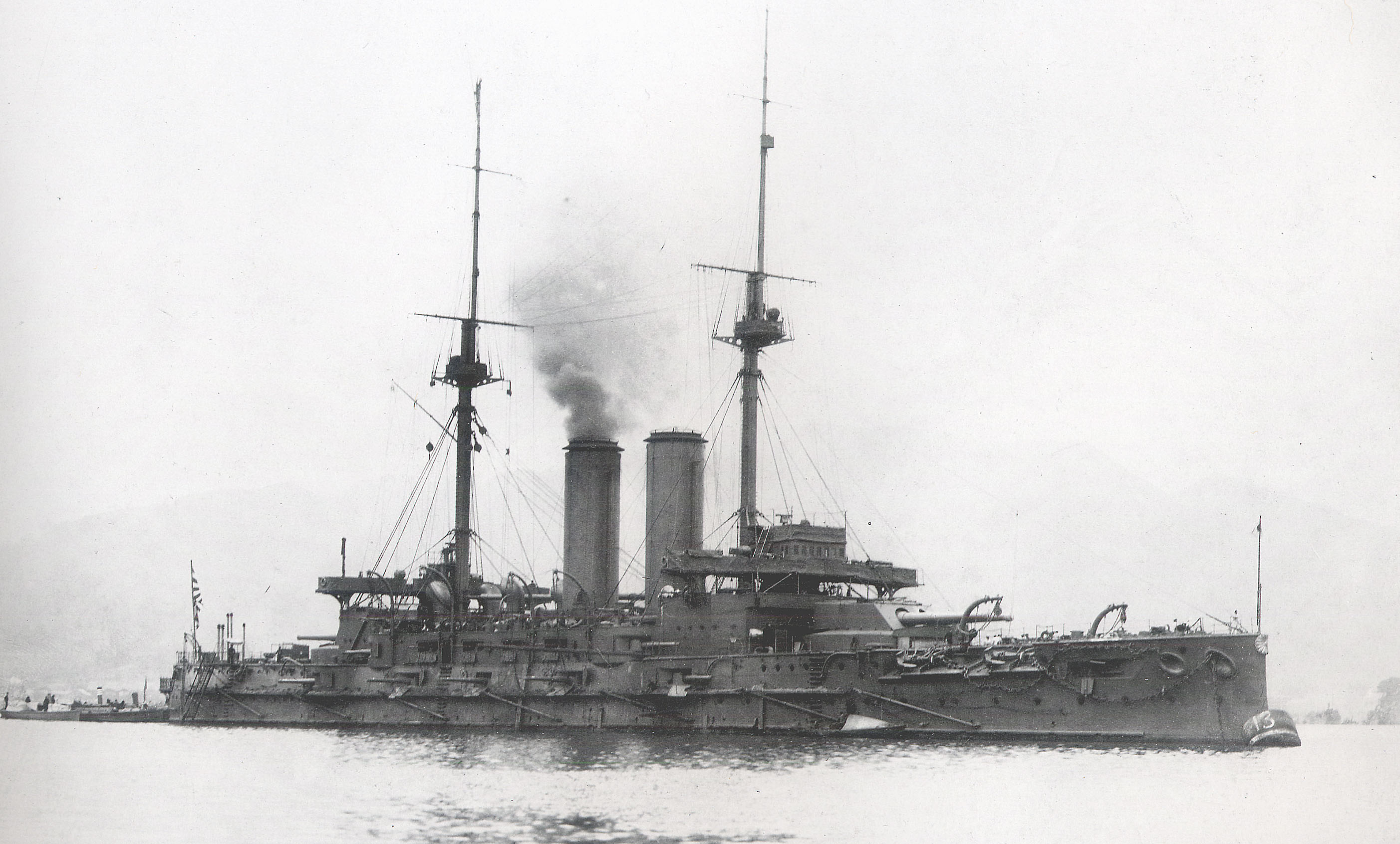
El acorazado Mikasa en 1905.

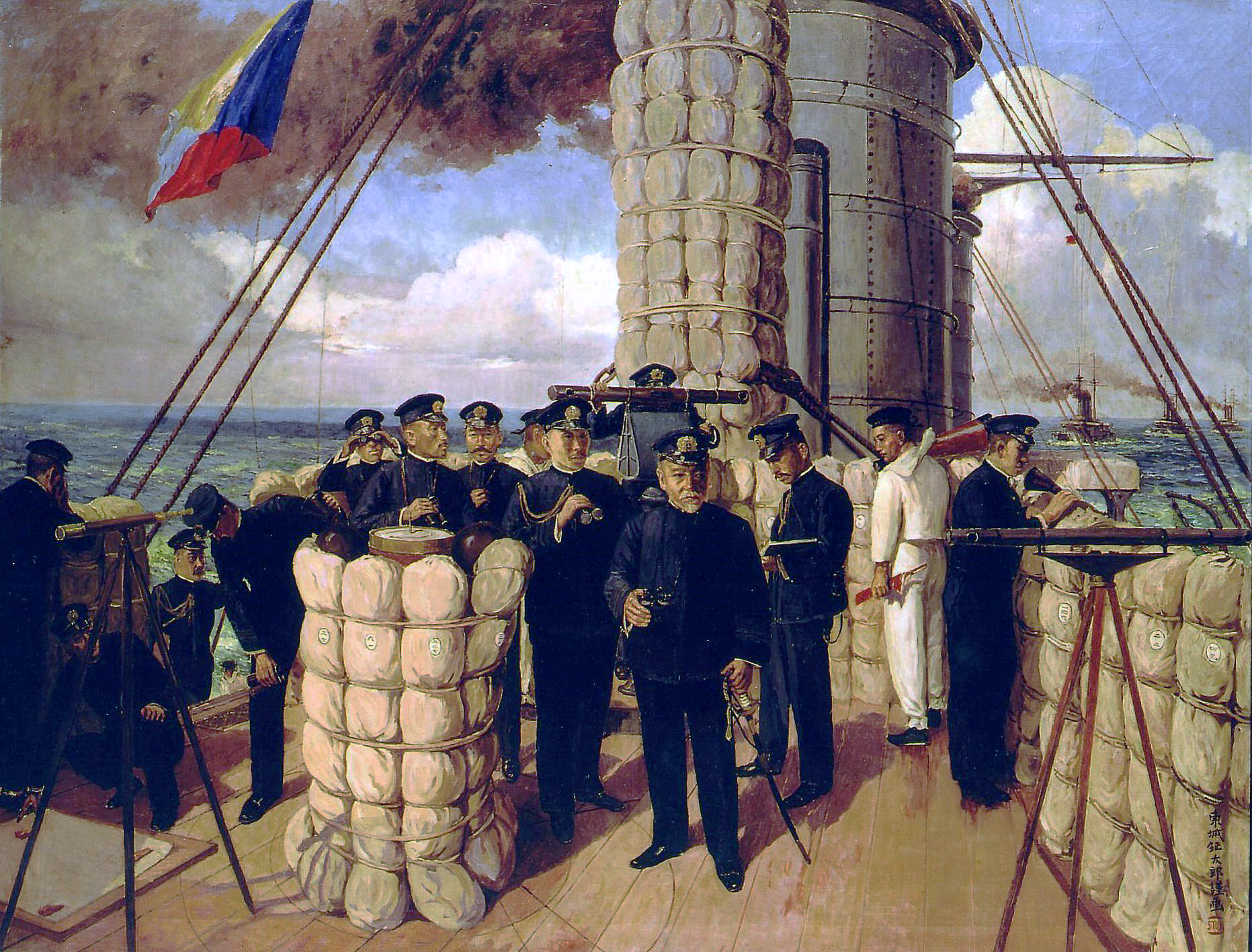
Pintura del almirante Tōgō en el puente del Mikasa durante la Batalla de Tsushima.

La experiencia de combate de los cruceros de la clase Matsushima con blindaje ligero durante la primera guerra sino-japonesa de 1894-1895 convenció a la Armada Imperial Japonesa de las debilidades de la filosofía naval de la Jeune Ecole, y Japón se embarcó en un programa para modernizar y expandir su armada. El diseño del Mikasa era una versión modificada de los acorazados de clase Formidable de la Royal Navy.
El Mikasa resultó estar entre los mejores buques de guerra del mundo, como se demostró en la guerra ruso-japonesa. Participó en la campaña de Port Arthur en 1904 y en la batalla de Tsushima el 27 de mayo de 1905, siendo el buque insignia del almirante Tōgō Heihachirō. 
Seis días después de la firma del Tratado de Portsmouth el 5 de septiembre de 1905 que puso fin a la guerra, el Mikasa se hundió en sus amarres después de un incendio y una explosión del cargador en Sasebo la noche del 11 al 12 de septiembre de 1905 que mató a 251 tripulantes. Fue reflotado el 7 de agosto de 1906, reconstruido y reparado en el Arsenal Naval de Sasebo. La marina aprovechó la oportunidad para mejorar su armamento existente con cañones más potentes de calibre 45, de doce y seis pulgadas, durante los dos años que llevó reparar el barco. Mikasa fue restablecido al servicio activo el 24 de agosto de 1908.
Durante la Primera Guerra Mundial, sirvió en deberes de defensa costera, con base en Maizuru, durante 1914-15 y luego fue asignada a los Escuadrones Segundo y Quinto, en ese orden, por el resto de la guerra. El barco apoyó la intervención japonesa en Siberia durante la guerra civil rusa en 1921 y fue reclasificado el 1 de septiembre de 1921 como barco de defensa costera de primera clase. 
El barco fue dado de baja el 23 de septiembre de 1923 tras el Tratado Naval de Washington de 1922 y programado para su destrucción. Sin embargo, a pedido del gobierno japonés, cada uno de los países signatarios del tratado acordó que el Mikasa podría conservarse como un barco conmemorativo con su casco revestido de hormigón. 
El 12 de noviembre de 1926, el Mikasa se abrió para su exhibición en Yokosuka en presencia del príncipe heredero Hirohito y Tōgō. 
Tras la Segunda Guerra Mundial, el barco se deterioró bajo el control de las fuerzas de ocupación. En 1955, el empresario de Filadelfia John Rubin, antes de Barrow, Inglaterra, escribió una carta al Japan Times sobre el estado del barco, que fue el catalizador de una nueva campaña de restauración. Con el apoyo del público japonés, y también del almirante de flota Chester W. Nimitz, el acorazado restaurado reabrió sus puertas en 1961. Hoy en día es un buque museo en el puerto militar de Yokosuka (35°17′07″N 139°40′28″E / 35.285229, 139.674385).

## Galería

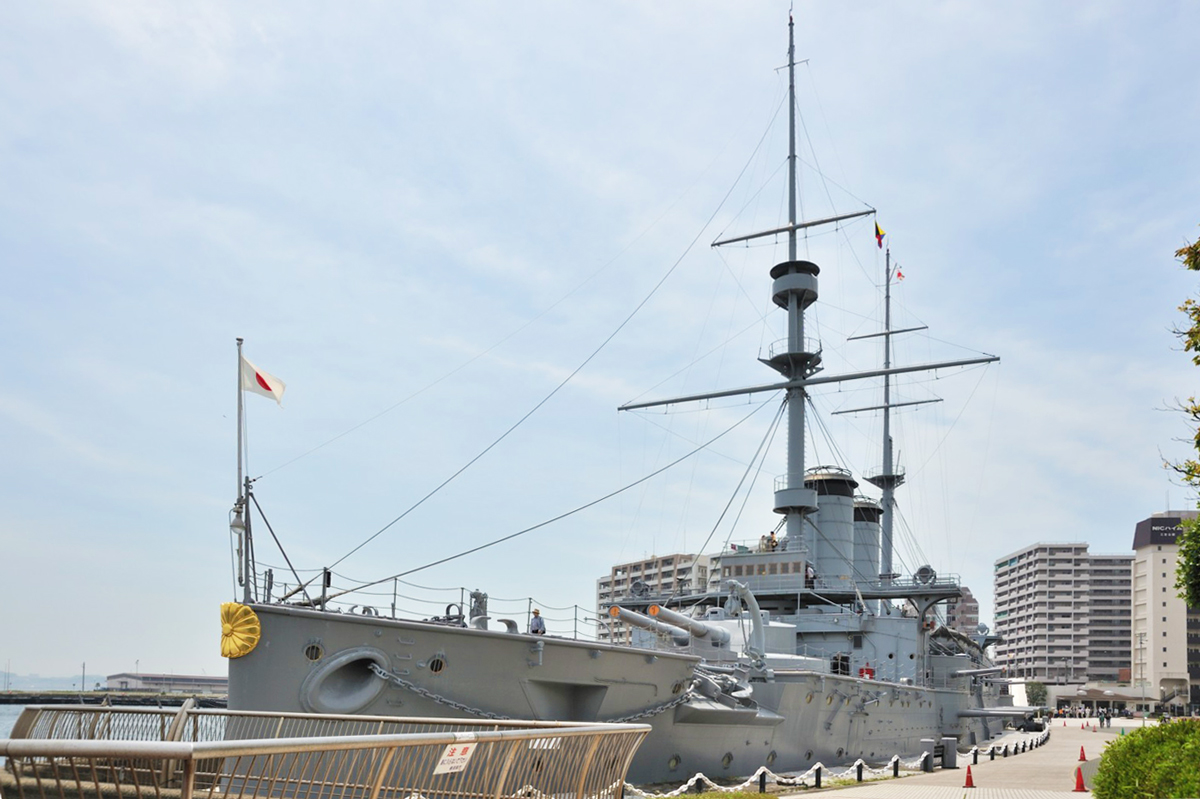
Vista de la proa
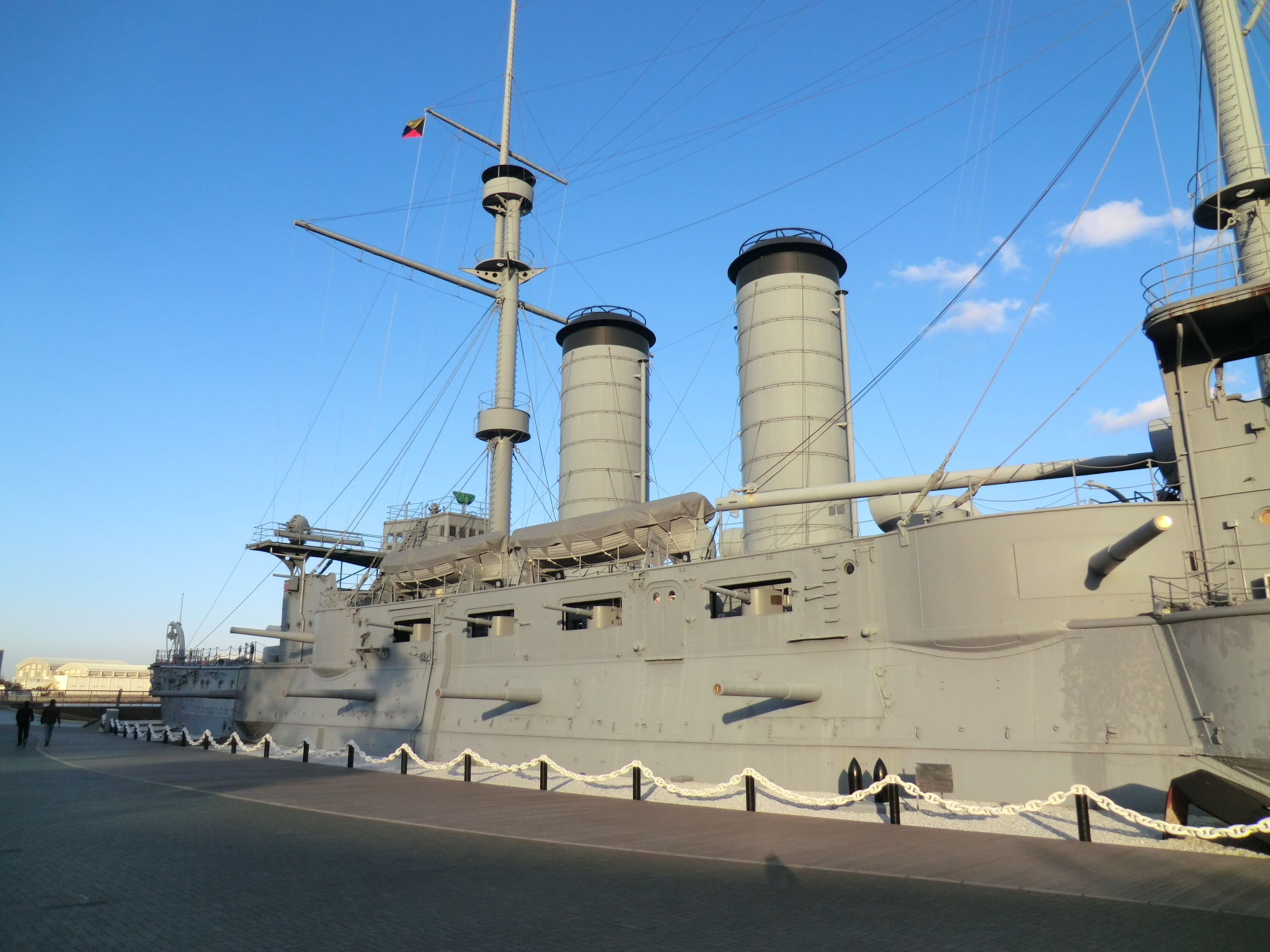
Vista de la batería
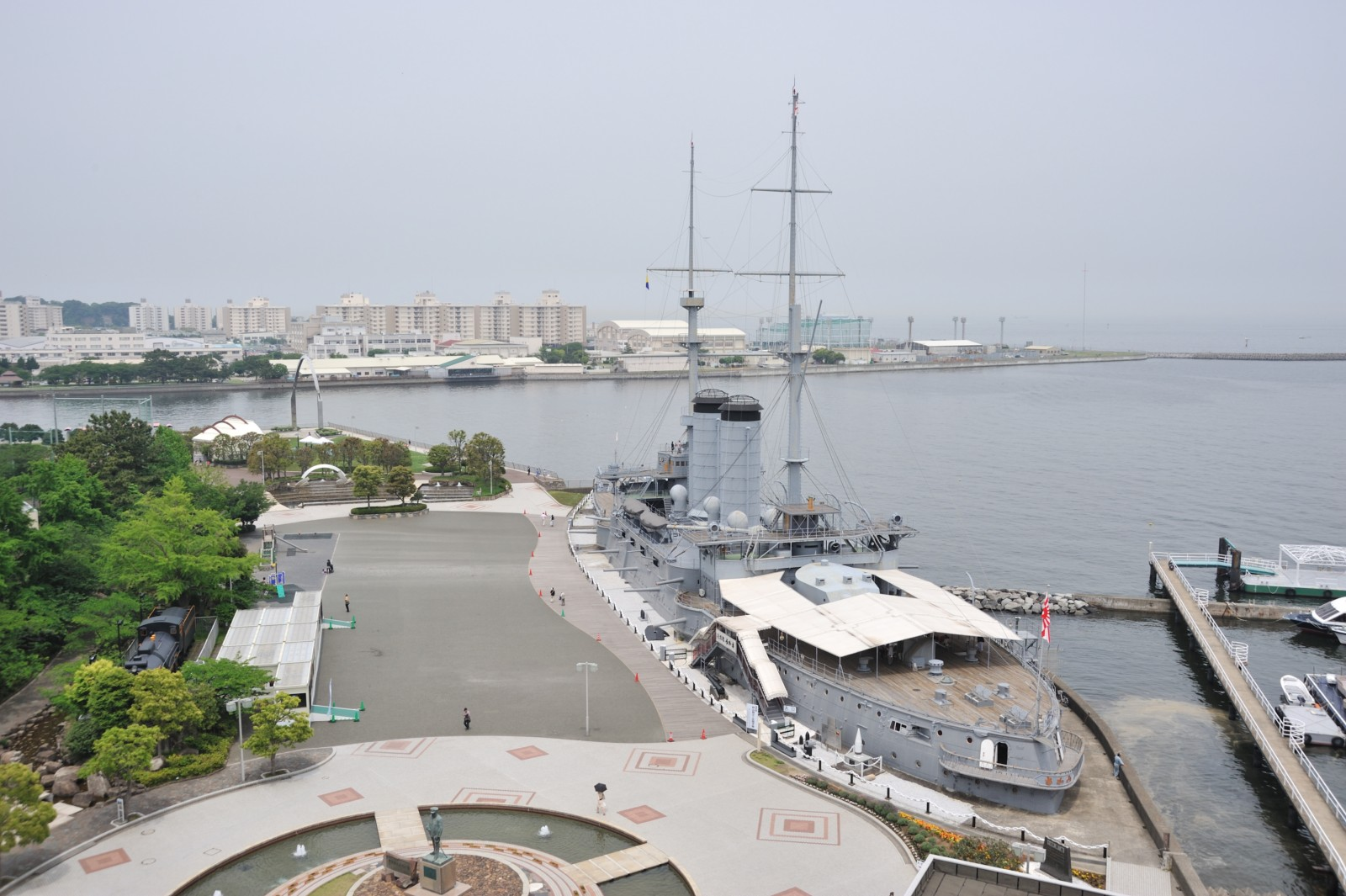
Vista aérea del buque
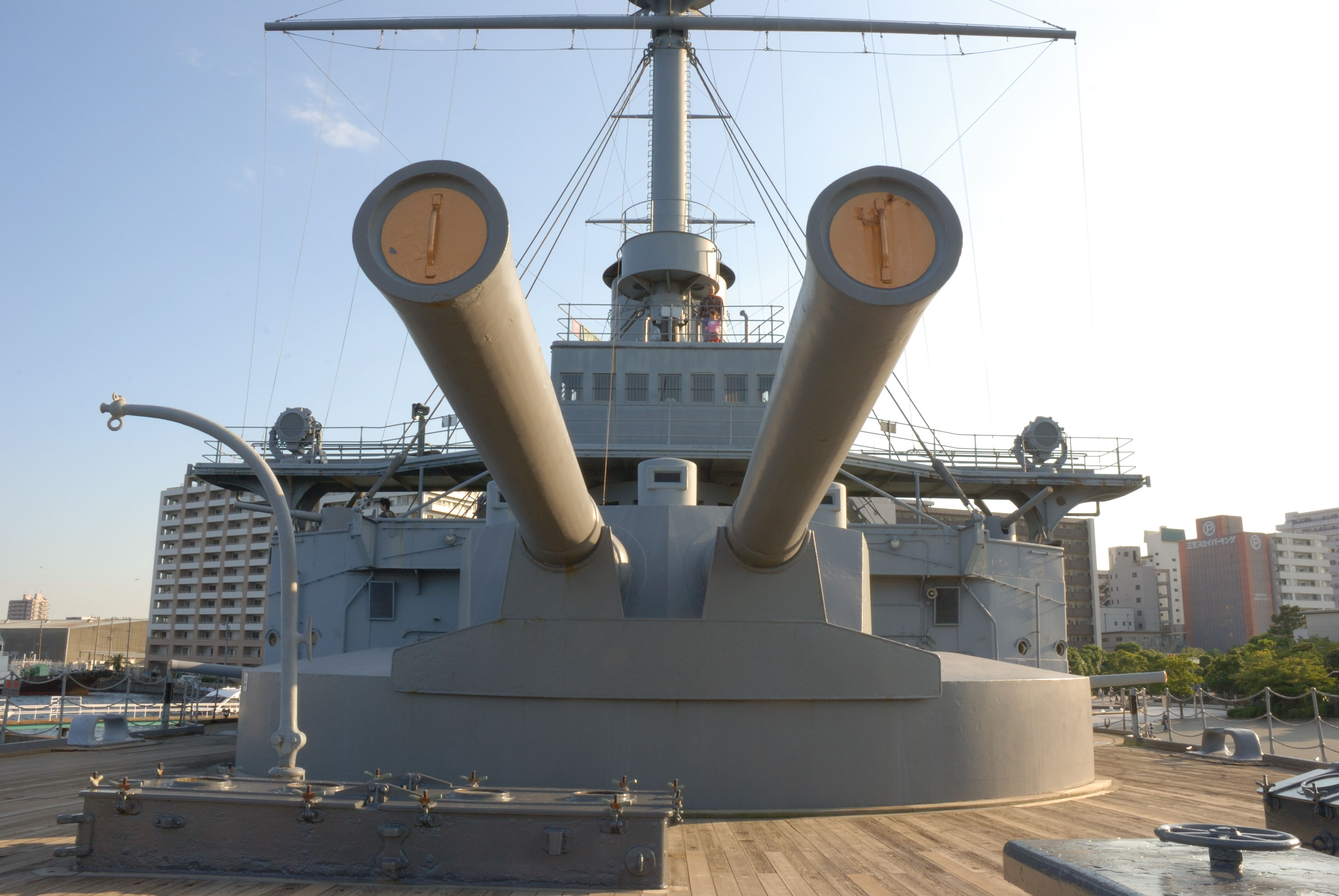
Cañones de proa